# Америго Веспуччи (судно)
Америго Веспуччи — итальянское учебное парусное судно.
Трехпалубный парусник «Америго Веспуччи» — реминисценция линейного парохода-парусника 50—60-х гг. XIX в. Оно было спущено на воду в феврале 1931 года в Неаполе.
Является учебным парусником для офицеров морской академии Ливорно итальянских ВМС. Парусное вооружение: фрегат (три мачты: фок-мачта, грот-мачта и бизань-мачта). Парусная оснастка традиционная, на ней можно показать все мыслимые аспекты управления парусами.
Парусник неоднократно пересекал Атлантику и участвовал в парусных фестивалях.
Вместе с «Америго Веспуччи» в начале тридцатых годов прошлого века было построено ещё одно подобное судно под названием «Христофор Колумб». В 1949 г. оно было передано по репарациям СССР. «Христофор Колумб» переименовали в «Дунай» и оно ходило по Черному морю до 1963 года, а в 1970 году было разобрано в одесском порту.

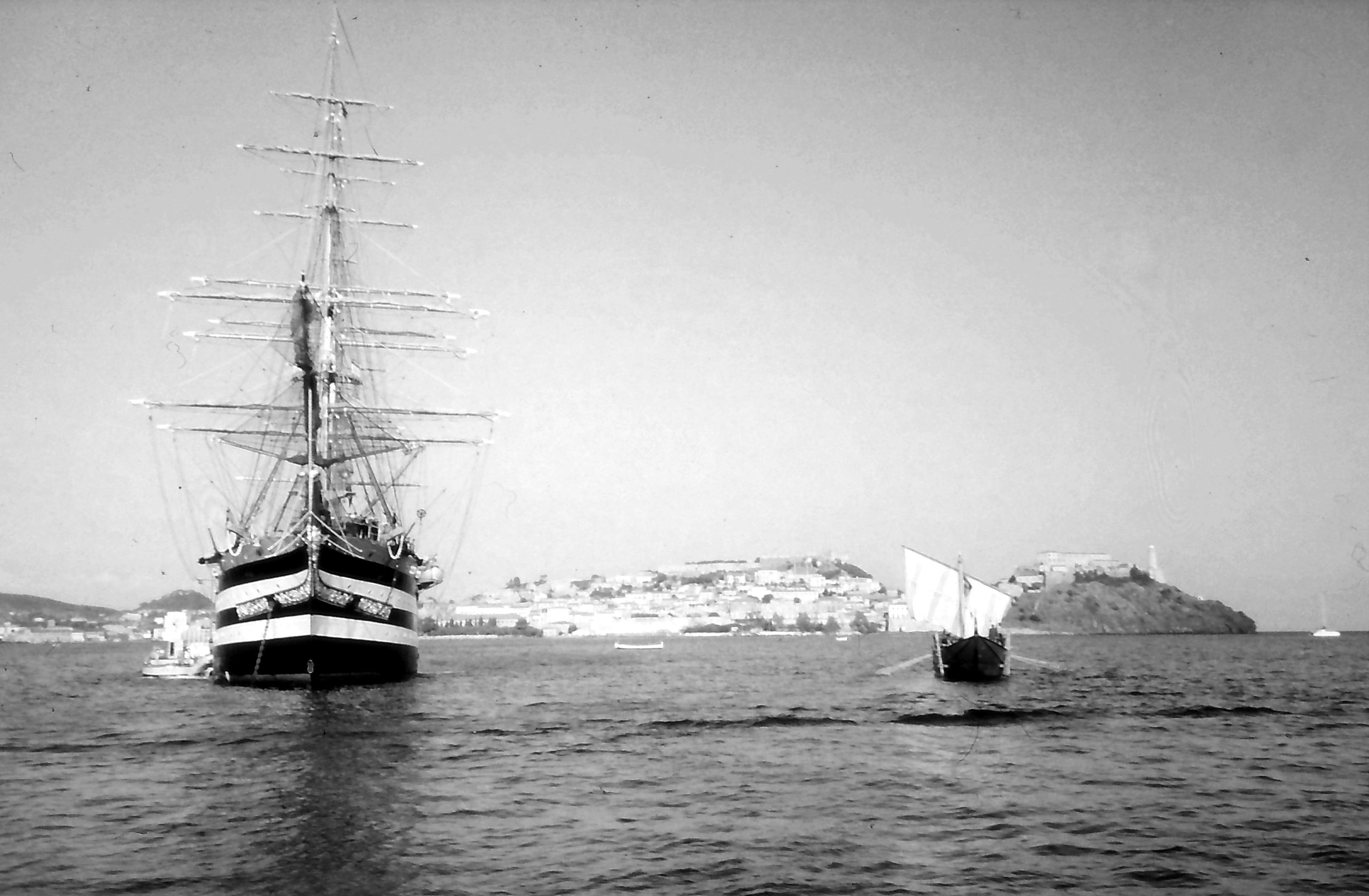
Америго Веспуччи и диера Ивлия - Встреча эпох на рейде Портоферрайо, о.Эльба 1991 год.